# Oranžsko-nasavská dynastie
Dynastie oranžsko-nasavská (nizozemsky Huis Oranje-Nassau), také Oranžsko-Nasavští nebo jen Oranžští, je současná nizozemská královská dynastie. Jedná se o jednu z mladších větví rodu Nasavských resp. z mladší ottonské linie Nasavských. Název dynastie je odvozen od názvu původní dynastie nasavské a Oranžského knížectví, které tento rod zdědil v roce 1530.
Mezi nejslavnější členy rodu patří např. vůdce nizozemského povstání za nezávislost proti španělským Habsburkům Vilém I. Oranžský, jeho pravnuk Vilém III. Oranžský který se stal na přelomu 17. a 18. století anglickým králem, první nizozemský král Vilém I. Nizozemský nebo bývalá královna Beatrix. Po genealogické stránce je dynastie oranžsko-nasavská v hlavních liniích vymřelá, ale nizozemská ústava označuje Huis Oranje-Nassau stále jako vládnoucí.

## Původ dynastie
Oranžsko-nasavská dynastie vznikla z manželství Jindřicha III., barona z Bredy z rodu Nasavských, a Claudie de Châlon, uzavřeného v roce 1515. Jejich syn René de Châlon zdědil v roce 1530 Oranžské knížectví od svého strýce Filiberta de Châlon. Stal se tak prvním oranžským knížetem z rodu Nasavských a začal se nazývat oranžsko-nasavským knížetem, i když závěť jeho strýce Filiberta stanovila, že jako jeho dědic měl pokračovat v užívání jména Châlon-Orange. Vznikla tak dynastie oranžsko-nasavská.
Po smrti Reného v roce 1544 zdědil knížectví Oranžsko jeho bratranec Vilém Nasavsko-Dillenburský známý spíše jako Vilém I. Oranžský nebo Vilém Tichý. Ten se tedy stal zakladatelem rodu oranžsko-nasavského. Stejně jako jeho bratranec René se stal nizozemským místodržitelem a později hlavním vůdcem nizozemské revoluce.

### Nizozemští místodržitelé (1581–1815)
Větev oranžsko-nasavská (Oranje-Nassau)
V roce 1581 po Nizozemské revoluci vznikla nezávislá Republika spojených nizozemských provincií, kdy se sedm severních nizozemských provincií spojilo a prohlásilo republikou, nezávislou na Španělsku. V jejím čele povětšinou stáli místodržitelé (stathouder). Většinou pocházeli z dynastie oranžsko-nasavské, která se stala postupně vládnoucím rodem, ačkoliv tato funkce zpočátku nebyla dědičná.
Vilém I. Oranžský byl významným vůdcem nizozemské revoluce. Pocházel z rodu hrabat nasavských resp. jeho větve Nassau-Dillenburg, roku 1544 zdědil Oranžské knížectví v jižní Francii a stal se knížetem (princem) oranžským. Byl důvěrníkem císaře Karla V. z rodu Habsburků, od roku 1555 členem státní rady v Bruselu. V roce 1564 se postavil do čela opozice nizozemských stavů proti politice španělského krále Filipa II. V roce 1567 přestoupil k protestantské víře a stal se vůdcem vojenského odboje nizozemských stavů proti Španělsku. Vytrvalým bojem proti Španělům si získal značnou popularitu. V 70. letech 16. století ovládl postupně velkou část Nizozemí, v roce 1572 byl zvolen místodržitelem v provinciích Holandsko a Zeeland, v roce 1577 v Brabantu. Roku 1579 se zcela rozešel se Španělskem, byl iniciátorem vytvoření Utrechtské unie. Od roku 1581 se stal prvním generálním místodržitelem Spojených provincií nizozemských a jejich faktickým vládcem.
Nizozemský místodržitel Vilém III. Oranžský se v roce 1689 spolu se svou ženou Marií II. Stuartovnou stal králem Anglie, Skotska a Irska.
- Vilém I. Oranžský – místodržitel 1572–1584
- Mořic Oranžský – místodržitel 1585–1625
- Frederik Hendrik Oranžský – místodržitel 1625–1647
- Vilém II. Oranžský – místodržitel 1647–1650
- Vilém III. Oranžský – místodržitel 1672–1702, od roku 1689 také anglický, skotský a irský král

Větev oranžsko-nasavsko-diezská (Oranje-Nassau-Diez)
- Jan Vilém Friso – místodržitel 1702–1711, současně také kníže z Nassau-Diez
- Vilém IV. Oranžský – místodržitel 1747–1751, první úředně potvrzený dědičný místodržitel všech sedmi provincií
- Vilém V. Oranžský – místodržitel 1751–1795, v letech 1795–1806 byl místodržitelem pouze de jure
- Vilém VI. Oranžský – místodržitelem pouze de iure po smrti otce v letech 1806–1815

V roce 1795 bylo Nizozemsko obsazeno Francií a místodržitel Vilém V. Oranžský odešel se svým synem do exilu. Jeho syn Vilém VI. Oranžský se stal roku 1815 dědičným nizozemským králem, jako Vilém I. Nizozemský.

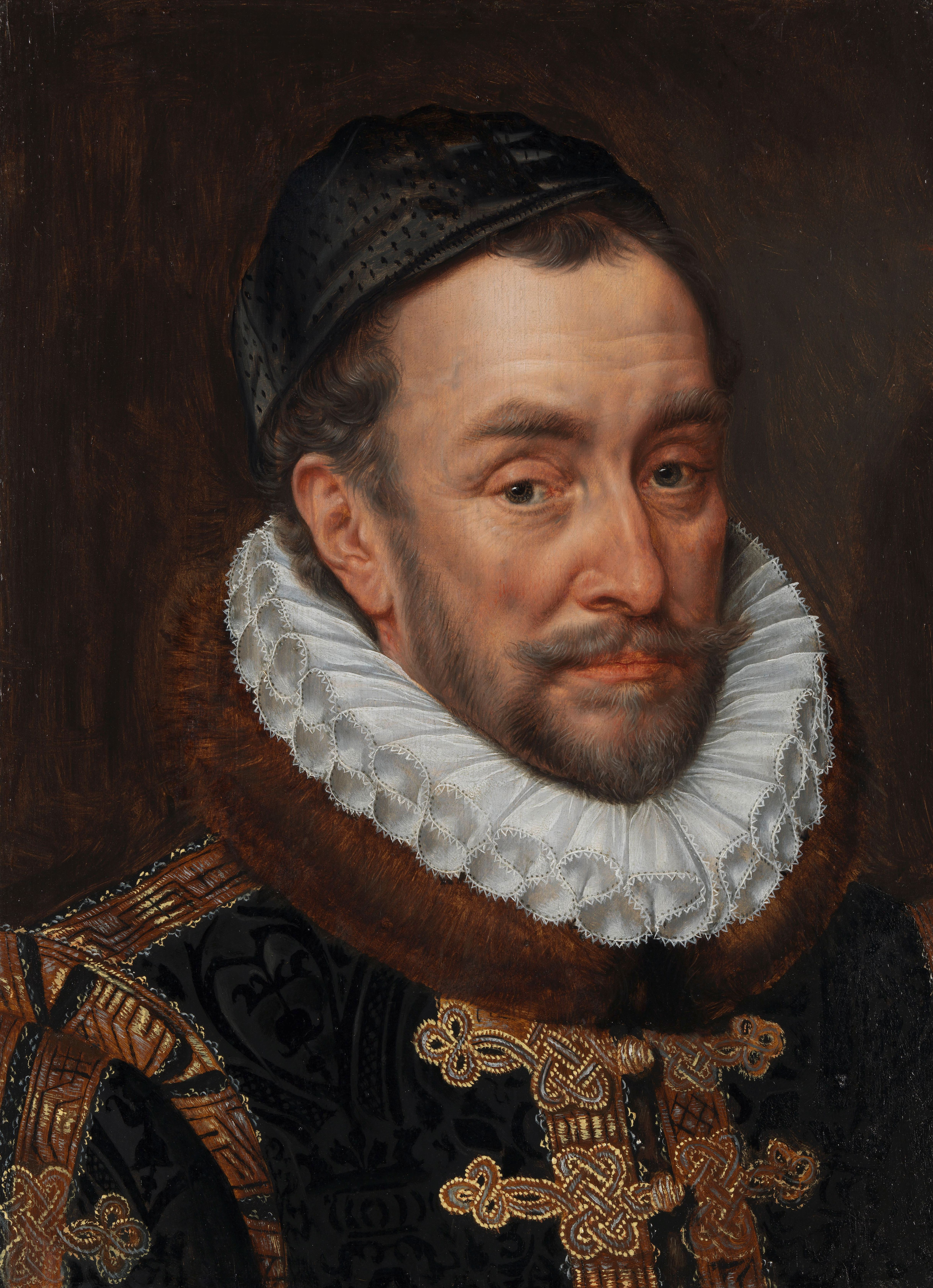
Vilém I. Oranžský
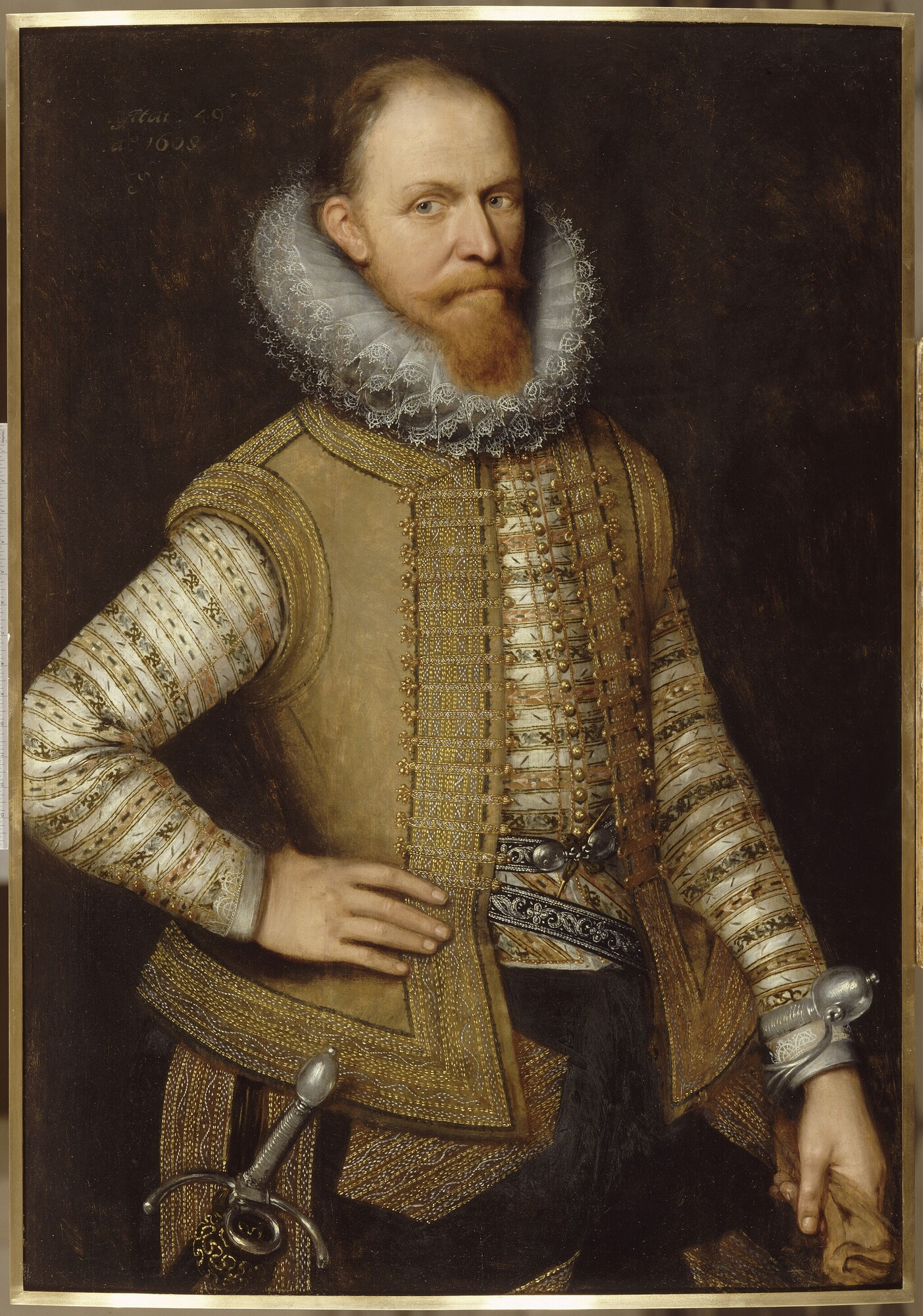
Mořic Nasavský
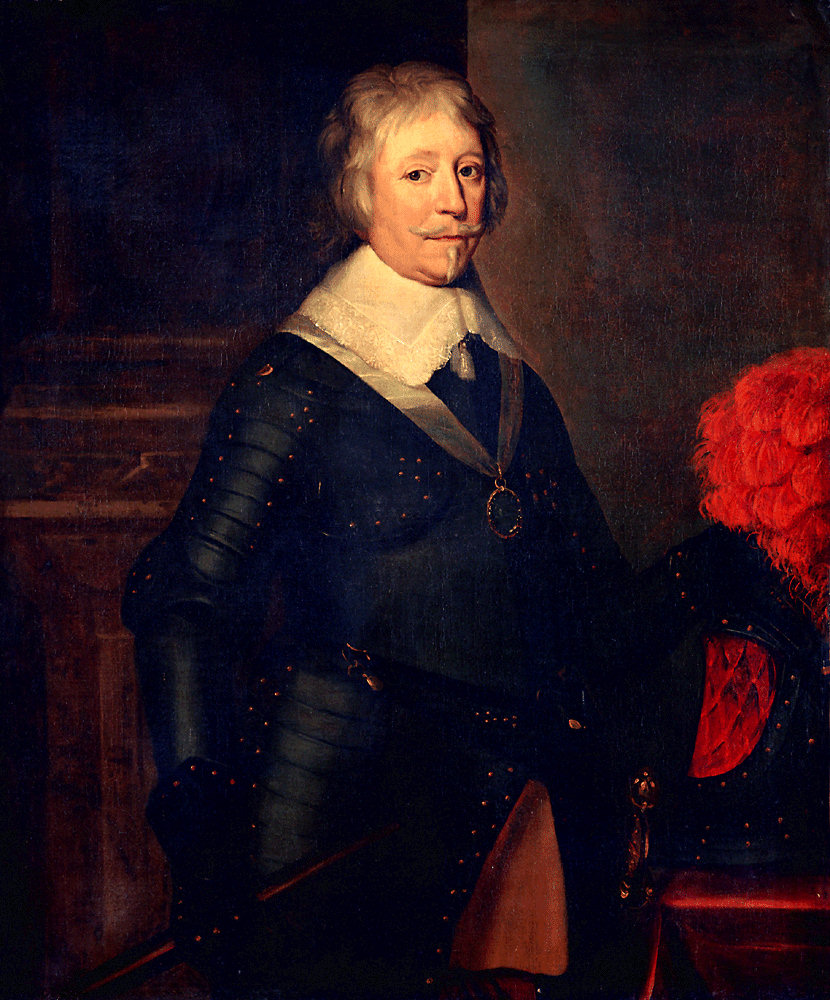
Bedřich Jindřich Oranžský
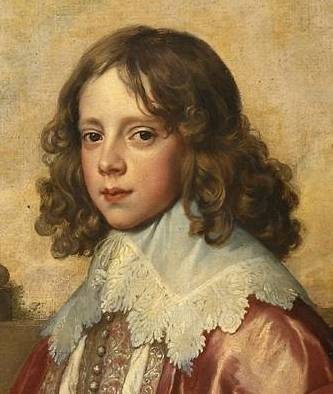
Vilém II. Oranžský
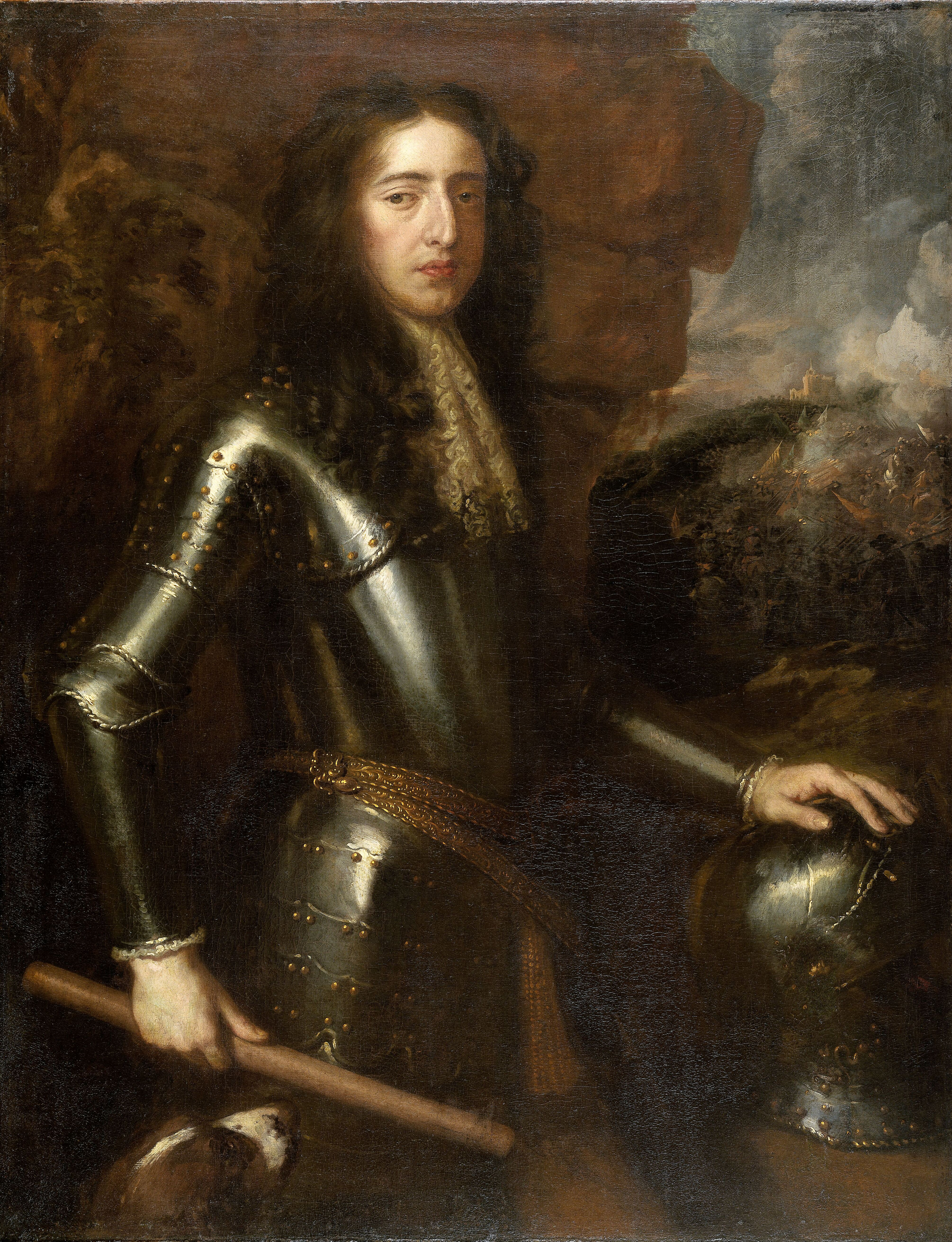
Vilém III. Oranžský
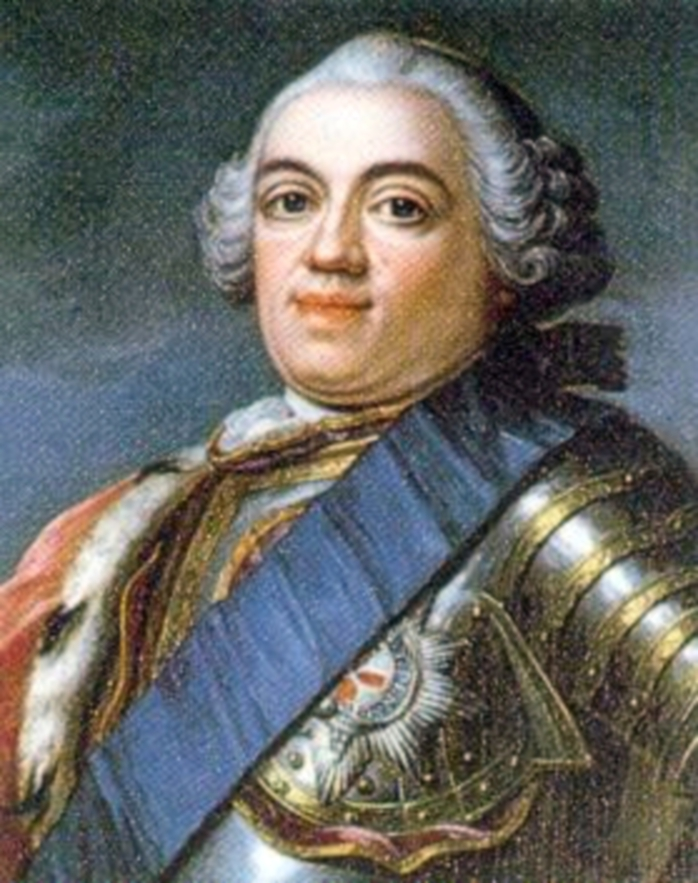
Vilém IV. Oranžský
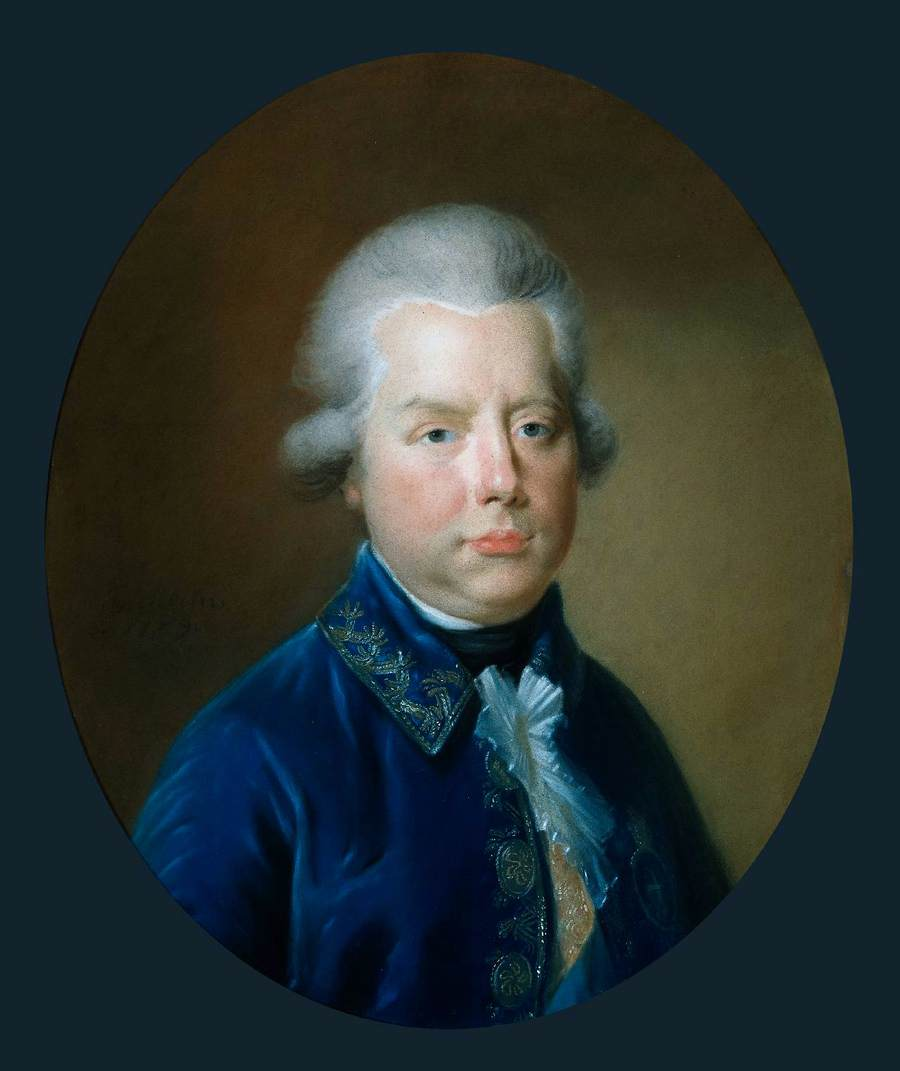
Vilém V. Oranžský
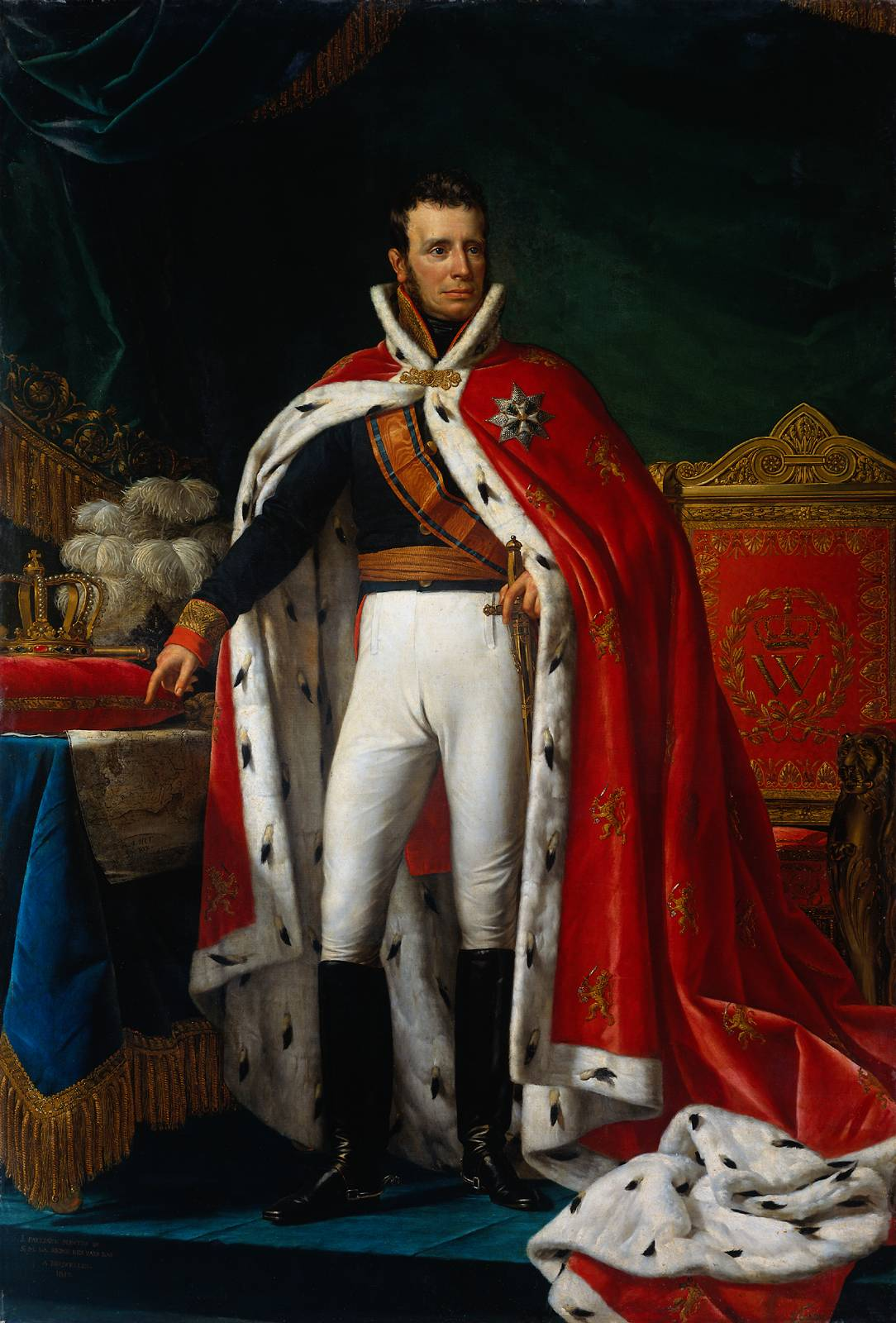
Vilém VI. Oranžský

### Nizozemští králové a královny (od roku 1815)

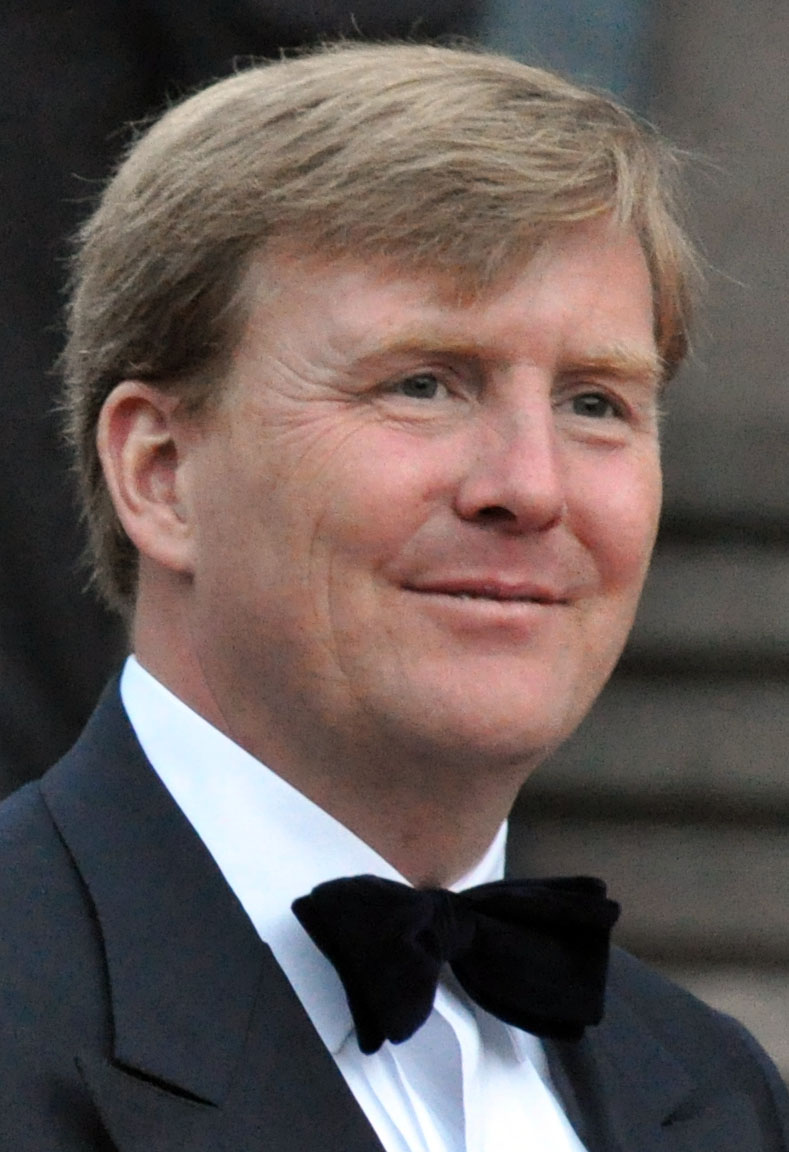
Současný nizozemský král Vilém-Alexandr ve Stockholmu (2010)

Větev oranžsko-nasavsko-diezská (Oranje-Nassau-Diez)
Po napoleonských válkách bylo na Vídeňském kongresu v roce 1815 vytvořeno Spojené království Nizozemské. Vzniklo spojením bývalého Rakouského Nizozemí (území Jižního Nizozemí, dnešní Belgie) a bývalých Spojených nizozemských provincií (území Severního Nizozemí, dnešní Nizozemsko). Jeho králem se stal Vilém I. z dynastie oranžsko-nasavské, syn posledního nizozemského místodržícího Viléma V. Oranžského. Vilém V. se stal také lucemburským velkovévodou a byla vytvořena tzv. personální unie Nizozemska s Lucemburskem.
V roce 1830 se odtrhly jižní provincie a vytvořily Belgické království. Personální unie Nizozemska a Lucemburska skončila v roce 1890, kdy zemřel král Vilém III. a Lucembursko zdědil nasavský vévoda Adolf zatímco nizozemskou královnou se stala Vilémova dcera Vilemína.
Po abdikaci královny Vilemíny, jejímž manželem byl princ z rodu vévodů Meklenburských, nastoupila na trůn její jediná dcera Juliána. Ta se provdala za prince Bernarda z Lippe-Biesterfeldu. Po její abdikaci se stala královnou její nejstarší dcera Beatrix. Navzdory postupnému následnictví tří žen a s ním tradičně spojovaným změnám v názvech dynastií se oficiální název nizozemského vládnoucího rodu nezměnil, takže podle ústavy země stále vládne Nizozemsku dynastie oranžsko-nasavská. Po abdikaci královny Beatrix v roce 2013 nastoupil na nizozemský trůn její nejstarší syn Vilém-Alexandr.
- Vilém I. – (1815–1840) – zároveň velkovévoda lucemburský, vévoda limburský
- Vilém II. – (1840–1849) – zároveň velkovévoda lucemburský, vévoda limburský
- Vilém III. – (1849–1890) – zároveň velkovévoda lucemburský, vévoda limburský (do roku 1866)
- Vilemína – (1890–1948)
- Juliána – (1948–1980)
- Beatrix – (1980–2013)
- Vilém-Alexandr – (od 2013)

Dědička:
- princezna Catharina-Amalia – dcera krále Viléma-Alexandra

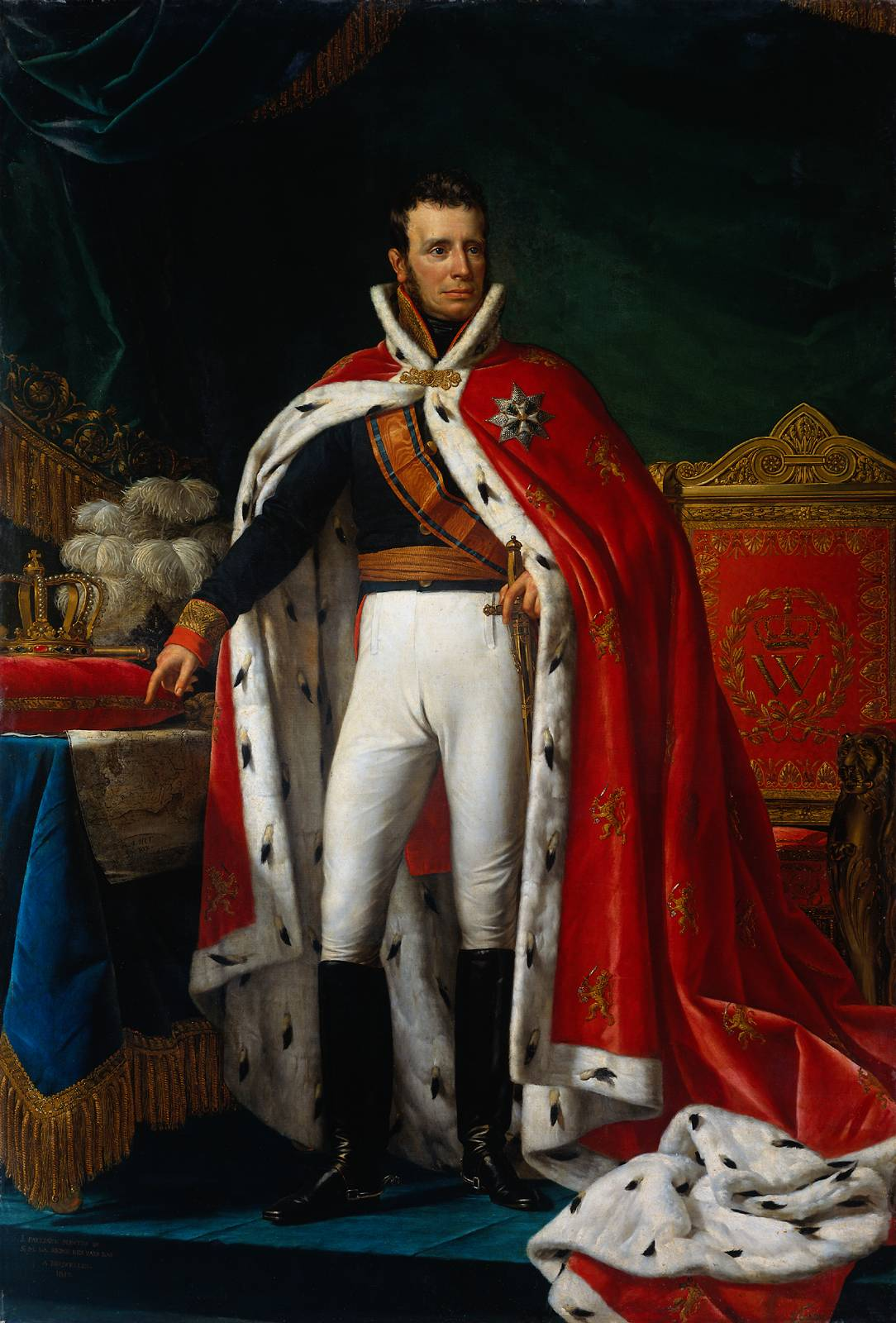
Vilém I.
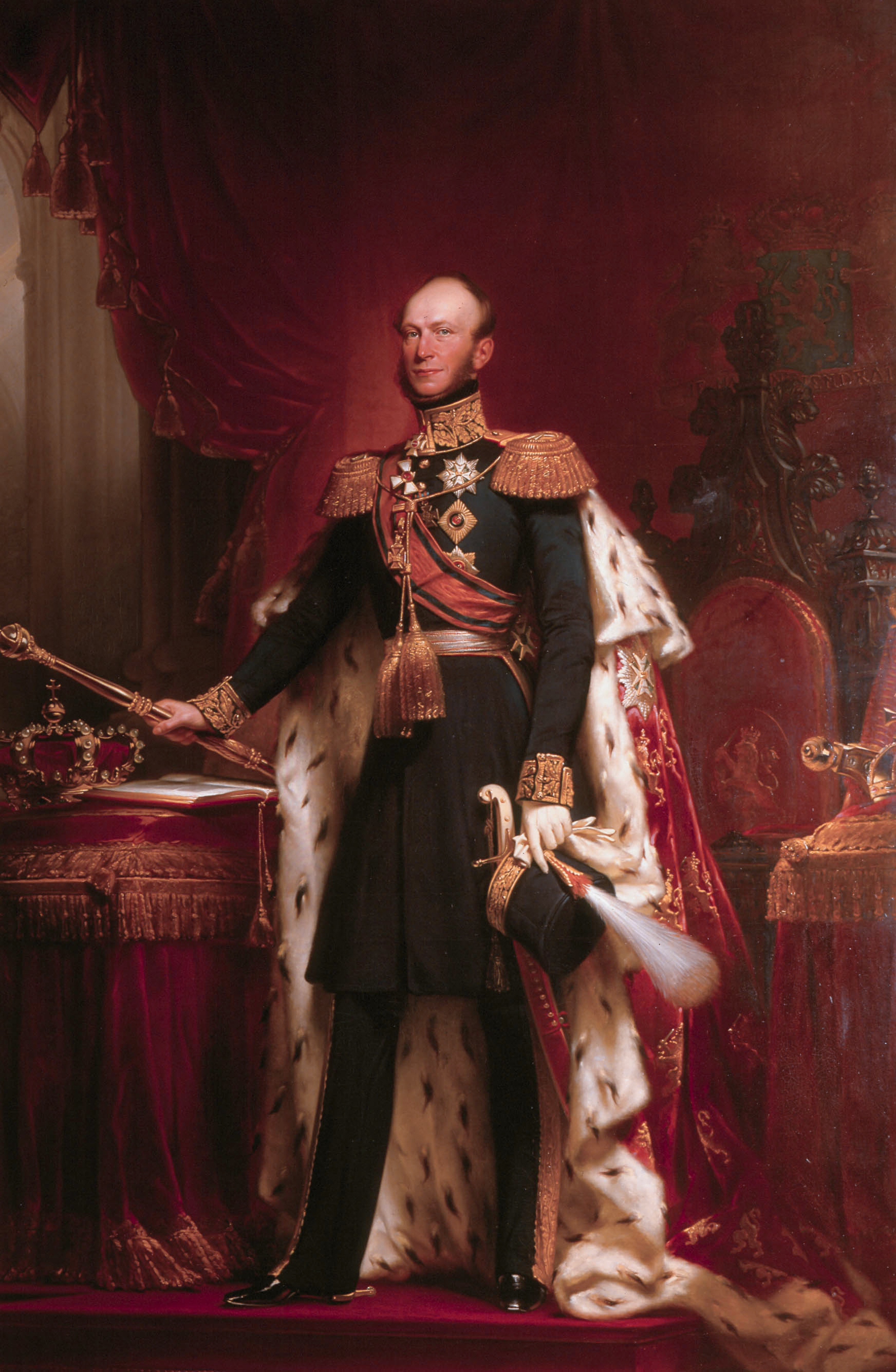
Vilém II.
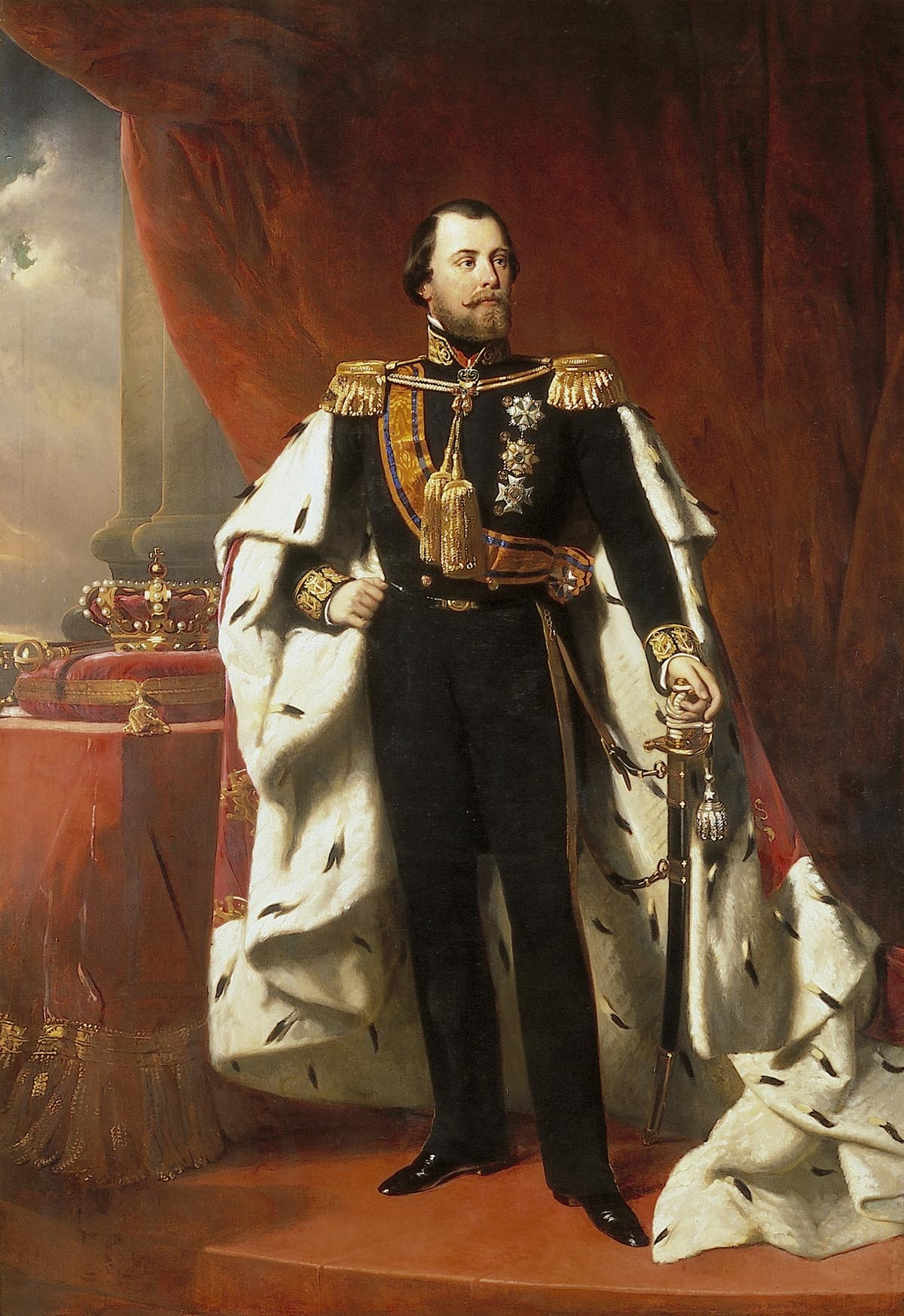
Vilém III.
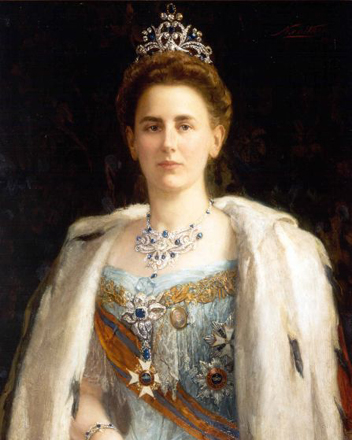
Vilemína
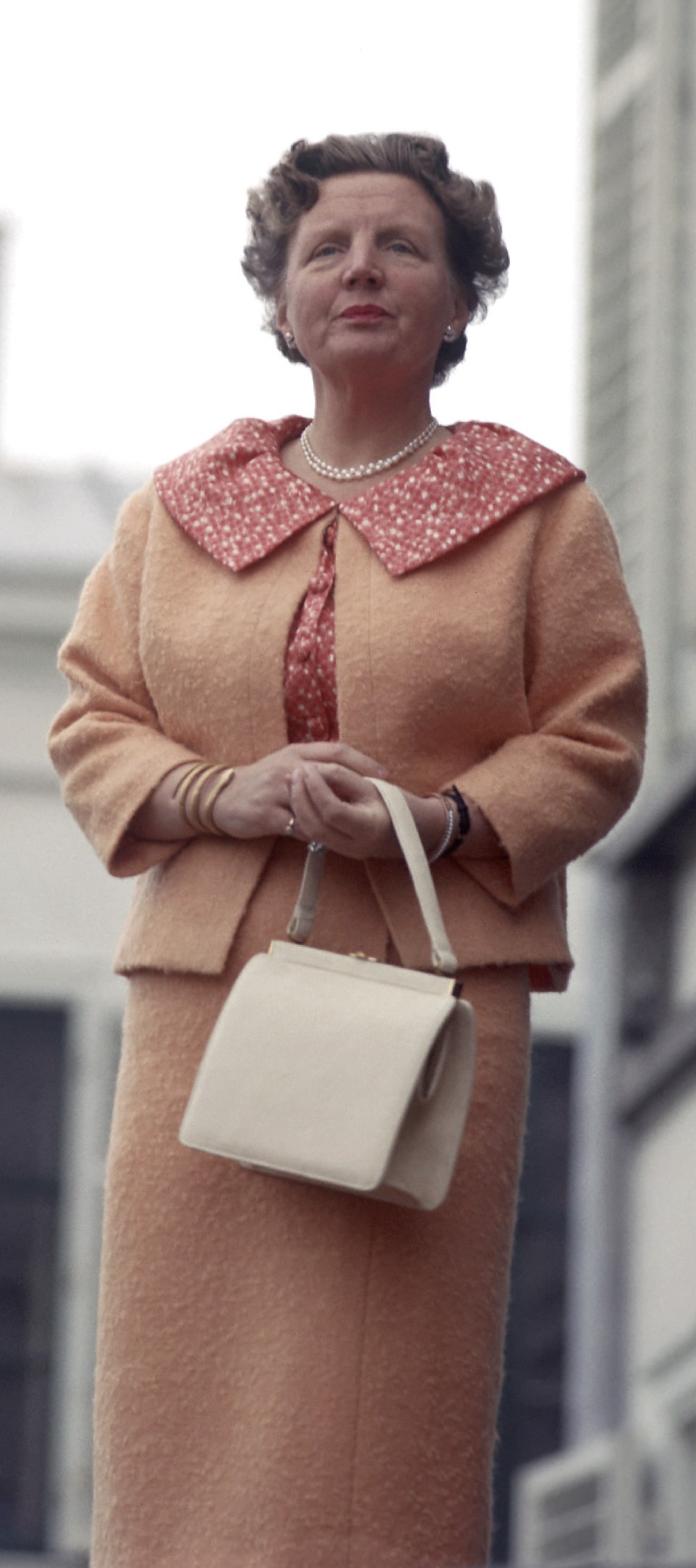
Juliána
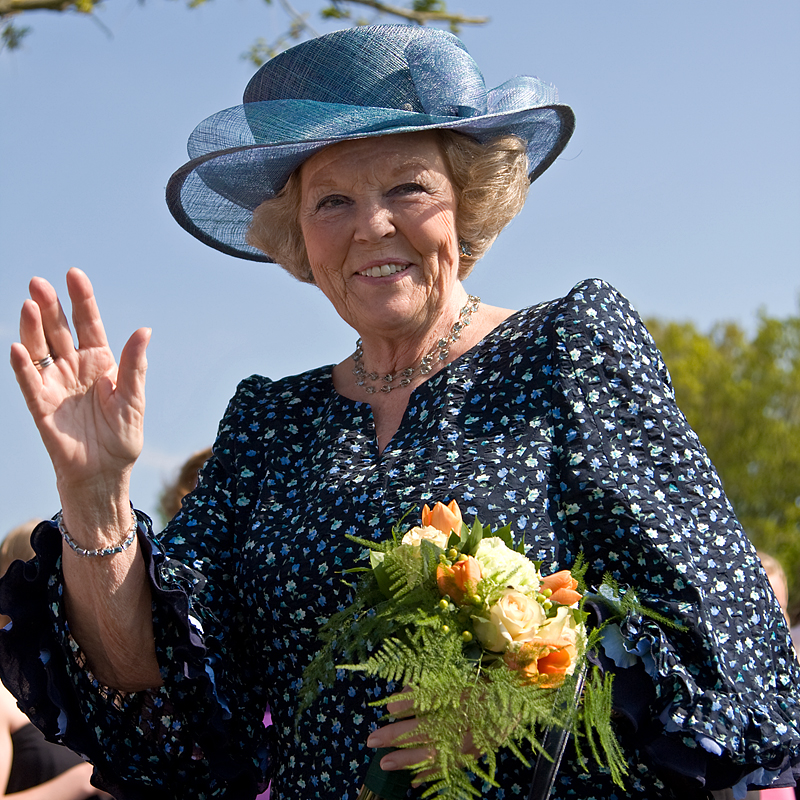
Beatrix

### Lucemburští velkovévodové (1815–1890)
Větev oranžsko-nasavsko-diezská (Oranje-Nassau-Diez)
Lucembursko bylo v roce 1815 na Vídeňském kongresu povýšeno na velkovévodství a stalo se nezávislou zemí, avšak v personální unii s Nizozemským královstvím. Po smrti nizozemského krále (a lucemburského velkovévody) Viléma III. v roce 1890 nastoupila v Nizozemsku na trůn Vilemína, jediná dcera Viléma III. Lucemburská ústava a rodinný pakt dynastie Nasavských však nepřipouštěly následnictví ženy, pokud žili mužští členové vládnoucího rodu schopní vlády. Bylo tedy uplatněno tzv. polosalické právo. Tak se v roce 1890 v rámci ústavy země a dynastické dohody stal lucemburským vévodou Adolf, bývalý vévoda nasavský a synovec krále Viléma III.

## Nevládnoucí členky rodu
- Karolína Oranžsko-Nasavská – dcera nizozemského místodržícího Viléma IV.